# Recueil des historiens des croisades
 (novembre 2023).
La mise en forme du texte ne suit pas les recommandations de Wikipédia : il faut le « wikifier ».
Les points d'amélioration suivants sont les cas les plus fréquents :
- Les titres sont pré-formatés par le logiciel. Ils ne sont ni en capitales, ni en gras.
- Le texte ne doit pas être écrit en capitales (les noms de famille non plus), ni en gras, ni en italique, ni en « petit »…
- Le gras n'est utilisé que pour surligner le titre de l'article dans l'introduction, une seule fois.
- L'italique est rarement utilisé : mots en langue étrangère, titres d'œuvres, noms de bateaux, etc.
- Les citations ne sont pas en italique mais en corps de texte normal. Elles sont entourées par des guillemets français : « et ».
- Les listes à puces sont à éviter, des paragraphes rédigés étant largement préférés. Les tableaux sont à réserver à la présentation de données structurées (résultats, etc.).
- Les appels de note de bas de page (petits chiffres en exposant, introduits par l'outil «  Source ») sont à placer entre la fin de phrase et le point final[comme ça].
- Les liens internes (vers d'autres articles de Wikipédia) sont à choisir avec parcimonie. Créez des liens vers des articles approfondissant le sujet. Les termes génériques sans rapport avec le sujet sont à éviter, ainsi que les répétitions de liens vers un même terme.
- Les liens externes sont à placer uniquement dans une section « Liens externes », à la fin de l'article. Ces liens sont à choisir avec parcimonie suivant les règles définies. Si un lien sert de source à l'article, son insertion dans le texte est à faire par les notes de bas de page.
- La présentation des références doit suivre les conventions bibliographiques. Il est recommandé d'utiliser les modèles {{Ouvrage}}, {{Chapitre}}, {{Article}}, {{Lien web}} et/ou {{Bibliographie}}. Le mode d'édition visuel peut mettre en forme automatiquement les références.
- Insérer une infobox (cadre d'informations à droite) n'est pas obligatoire pour parachever la mise en page.

Pour une aide détaillée, merci de consulter Aide:Wikification.
Si vous pensez que ces points ont été résolus, vous pouvez retirer ce bandeau et améliorer la mise en forme d'un autre article.
Le Recueil des historiens des croisades est une importante collection de documents médiévaux, écrits pendant les Croisades et édités à Paris par l'Académie des inscriptions et belles-lettres de 1841 à 1906. Ces documents sont rédigés en ancien français, latin, grec, arabe et arménien. Ils couvrent l'ensemble de la période des Croisades et sont fréquemment cités dans les ouvrages d'érudition, souvent sous l'abréviation RHC (ou en anglais CHR).
Une réimpression de la collection a été publiée par Gregg Press en 1967. Une reproduction en ligne est disponible sur Gallica. Internet Archive en a également reproduit plusieurs.

## Présentation
Selon le rapport introductif au premier tome des Historiens occidentaux, ce Recueil actualise la collection publiée en 1611 par Jacques Bongars sous le titre Gesta Dei per Francos, à cause de « la découverte d'une foule de monuments littéraires et historiques dont Bongars ne pouvait soupçonner l'existence », notamment ceux publiés dans les recueils de Duchesne, d'Archery, de Mabillon, de Martène et de nombreux compilateurs étrangers.
D'autre part les éditeurs de ce Recueil ont choisi de considérer 1291 comme la date de fin des croisades, la prise de Saint-Jean-d'Acre par les Mamelouks d'Égypte ayant achevé la ruine des établissements chrétiens en Palestine : ainsi les chroniqueurs postérieurs au milieu du XIVe siècle ne sont pas inclus. En outre ont été exclues les œuvres plus littéraires qu'historiques, comme les romans sur les croisades, ainsi que la narration des événements liés à la conquête de Constantinople par les Français et les Vénitiens, car ils ne prirent à peu près aucune part aux évènements de Palestine. N'a pas non plus été retenue l'histoire de Joinville, auteur plutôt classé, par la commission de l'Académie des inscriptions et belles-lettres, parmi les historiens généraux de la France.

## Contenu
Le Recueil des historiens des croisades comprend dix-sept volumes regroupés en cinq parties : 
- Lois du royaume de Jérusalem (Assises de Jérusalem) également utilisées dans le royaume de Chypre : "RHC Lois", 2 tomes.
- Historiens occidentaux : textes en latin et en ancien français : "RHC Occ", 5 tomes.
- Historiens orientaux, textes bilingues arabe-français : "RHC Or", 5 tomes, dont un double volume.
- Historiens grecs, textes bilingues latin-grec : "RHC Grec", 2 tomes.
- Historiens arméniens, textes bilingues arménien-français : "RHC Arm", 2 tomes.

### Lois,Assises de Jérusalem
Ces deux volumes ont été publiés en 1841 et 1843. 
Titre complet : Les Assises de Jérusalem ou Recueil des ouvrages de jurisprudence composés pendant le XIIIe siècle dans les royaumes de Jérusalem et de Chypre, édité par Arthur Beugnot.

#### Tome 1 (1841)
Rédigé par Arthur Beugnot  lire en ligne 
Sous-titre : Assises de la Haute Cour 
Table des chapitres : p. 657, index des matières : p. 645.
- I. Livre de Jean d'Ibelin
- II. Livre de Geoffroy le Tort
- III. Livre de Jacques d'Ibelin
- IV. Livre de Philippe de Navarre
- V. La Clef des Assises de la Haute Cour du royaume de Jérusalem et de Chypre
- VI. Le Livre au roi

#### Tome 2 (1843)
Rédigé par Arthur Beugnot  lire en ligne 
Sous-titre : Assises de la Cour des Bourgeois 
Table des chapitres : p. 581, index des matières : p. 561.
- I. Livre des Assises de la Cour des Bourgeois
- II. Abrégé du Livre des Assises de la Cour des Bourgeois
- III. Bans et Ordonnances des rois de Chypre
- IV. Formules
- Appendices :
  - I. Documents relatifs à la successibilité au trône et à la régence
  - II. Document relatif au service militaire
  - III. Les Lignages d'Outremer
  - IV. Chartes
  - Glossaire

### Historiens occidentaux
Ces cinq volumes ont été publiés entre 1844 et 1895. Le volume 1 comporte un Rapport sur la publication du Recueil des historiens des croisades et une carte générale.

#### Tome 1 (1844)
Précédé d'un Rapport sur la publication du Recueil des historiens des croisades (p. i) et d'une Notice sur la carte générale jointe à ce volume (p. xxix).
- Chronique de Guillaume de Tyr, jusqu'en 1144  lire en ligne.
- 1re partie (p. 1), texte latin : Historia rerum in partibus transmarinis gestarum.
- 2e partie (p. 703), traduction en ancien français dite Chronique d'Ernoul : L'estoire de Eracles empereur.
- Index général (p. 1141).

#### Tome 2 (1859)
Table des chapitres : p. xxv, index général : p. 1141  lire en ligne.
- Préface et Description des manuscrits
- Chronique d'Ernoul, suite de la précédente en ancien français, jusqu'en 1248 : L'estoire de Eracles empereur et la Conquête de la terre outremer.
- Analyse chronologique de Guillaume de Tyr et ses continuateurs et Glossaire.

#### Tome 3 (1866)
Table des chapitres : p. lxxxiii, index général : p. 897  lire en ligne.
- Préface : notice sur les huit auteurs de ce volume.
- I. Pierre Tudebode, Historia de Hierosolymitano itinere
- II. Gesta Francorum et aliorum Hierosolymitanorum, abrégé du précédent
- III. Historia belli sacri, imitation et continuation de l'Histoire de Tudebode
- IV. Raymond d'Aguilers, Historia Francorum Qui Ceperunt Iherusalem
- V. Foucher de Chartres, Historia Iherosolymitana, Gesta Francorum Iherusalem peregrinantium (de 1095 à 1127)
- VI. Gesta Francorum expugnantium Iherusalem
- VII. Secunda pars historiae Iherosolimitanae
- VIII. Raoul de Caen, Gesta Tancredi in expeditione Hierosolymitana
- IX. Robert le Moine, Historia Iherosolimitana
- X. Lettres de Étienne II de Blois et d'Anselmi de Ribodi Monte

#### Tome 4 (1879)
Table des chapitres : p. xxxi, index général : p. 715  lire en ligne.
- Préface : notice sur les trois auteurs de ce volume.
- I. Baudri de Bourgueil, Historia Jerosolimitana
- II. Guibert de Nogent, Historia quae dicitur Gesta Dei per Francos
- III. Albert d'Aix, Historia Hierosolymitana

#### Tome 5 (1895)
Table des chapitres : p. cxlix, index général : p. 801  lire en ligne.
- Préface : notice sur les quatorze auteurs de ce volume.
- I. Ekkehard d'Aura, Uraugiensis Hierosolymita
- II. Cafari de Caschifelone, De libertatione civitatum Orientis
- III. Gautier le Chancelier, Bella Antiochena, 1114-1119
- IV. Baudouin III, Historia Nicaena vel Antiochena
- V. Godefroy de Bouillon, Theodori Palidensis Narratio profectionis
- VI. Thiemonis, Passiones
- VII. Documenta Lipsanographica ad I. bellum sacrum spectantia
- VIII. Primi belli sacri Narrationes minores
- IX. Exordium Hospitalariorum
- X. Anonyme rhénan, Historia et gesta ducis Gotfridi
- XI. Benedicti de Accoltis, Historia Gotefridi
- XII. Li estoire de Jérusalem et d'Antioche
- XIII. Itinerario di la gran militia, a la pavese (en)
- XIV. Gilles de Paris, Historia gestorum viae nostri temporis jerosolymitanae

### Historiens orientaux

#### Tome 1 (1872)
- Introduction  lire en ligne
- Résumé de l'histoire des croisades prises à partir d'Aboul Féda (arabe/français)
- Autobiographie d'Aboul Féda, extrait de sa Chronique
- Extrait du Kamel-Altevarykh d'Ibn al-Athîr (arabe/français)
- Appendice : 
   Renseignements additionnels au sujet d'Aboul Féda 
   Notice sur la vie et les ouvrages d'Ibn al-Athîr
- Notes et Corrections (p. 757). Index (p. 801).

#### Tome 2, partie 1 (1887)
Liste des chapitres : p. 263. Index : p. 265  lire en ligne.
- Ibn al-Athîr - Kamel-Altevarykh (extrait, arabe/français)
- Badruddine Ayni - Le Collier de Perles (extrait, arabe/français)

#### Tome 2, partie 2 (1876)
Le tome 2 commence après la p. 271 du précédent  lire en ligne 
Table des chapitres : p. 377. Index : p. 381.
- Ibn al-Athîr, Histoire des Atabegs de Mossoul (arabe/français)

#### Tome 3 (1884)
- Avertissement  lire en ligne
- Bohadin - Anecdotes et beaux traits de la vie de Salâh ed-Dîn (arabe/français)
- Notice sur Bohadin extraite du Dictionnaire de Ibn Khallikân (arabe/français)
- Ibn Khallikân - Vie du sultan Salâh ed-Dîn (extraits, arabe/français)
- Abd el-Latif - Autobiographie (extraits, arabe/français)
- Ibn Jubair - Voyage (extraits, arabe/français)
- Nodjoum ez-Zahireh (extraits, arabe/français)
- Ibn el-Djeuzi - Mirât ez-Zèmân (extraits, arabe/français)
- Kamaleddin Ibn al-Adim - Chronique d'Alep (extraits, arabe/français)
- Kamaleddin Ibn al-Adim - Dictionnaire biographique (extraits, arabe/français)
- Index (p. 733)

#### Tome 4 (1898)
- Abou Chama - Le Livre des Deux Jardins  lire en ligne 
ou Histoire des deux règnes, c'est-à-dire de Nour ed-Din et de Dalah ed-Din (arabe/français)
- Tables des Matières (p. 523)

#### Tome 5 (1906)
- Abou Chama - Le Livre des Deux Jardins (suite)  lire en ligne
- Index (p. 217)

### Historiens grecs

#### Tome 1 (1875)
- Préface  lire en ligne
- Variantes lectiones e codice Florentino
- I. Scriptores Graeci Bellorum Francis dei signa sequentibus en Syrie susceptorum (Michael Attaliata, Psellus), Annotationes Historiae et philologicae ad primam partem
- I. Scriptores Graeci Bellorum Francis dei signa sequentibus en Syrie Susceptorum. Pars secunda (anne Comnène)
- III. Scriptores Graeci Bellorum Francis dei signa sequentibus en Syrie Susceptorum. Pars tertia. Transitio. (Cinnamus, Nicétas)
- IV. Scriptores Graeci Bellorum Francis dei signa sequentibus en Syrie Susceptorum. Pars quarta (Nicétas)
- V. Scriptores Graeci Bellorum Francis dei signa sequentibus en Syrie Susceptorum. Pars quinta. (Nicéphore Gregoras, Ioannes Phocas, Neophytus, Georgius Agropolita De La Syrie Expugnata. (Ephraemius)
- Addenda et corrigenda

#### Tome 2 (1881)
- Préface  lire en ligne
- Scriptores Graeci Bellorum Francis dei signa sequentibus in Syria Susceptorum. Adnotationes Historicae et philologicae ad partem secundum.
- Scriptores Graeci Bellorum Francis dei signa sequentibus in Syria Susceptorum. Adnotationes Historicae et philologicae ad partem tertiaire.
- Scriptores Graeci Bellorum Francis dei signa sequentibus in Syria Susceptorum. Adnotationes Historicae et philologicae ad partem
- Scriptores Graeci Bellorum Francis dei signa sequentibus in Syria Susceptorum. Adnotationes Historicae et philologicae ad partem quintam.
- Scriptores Graeci Bellorum Francis dei signa sequentibus in Syria Susceptorum. Annexe (Théodore Prodromius)
- Annexe (Théodore Prodromius)
- Index, Addenda et Corrigenda

### Documents arméniens

#### Tome 1 (1869)
Table des matières : p. 851, index : p. 763  lire en ligne.
- Préface (p. i) et Introduction.
- Chap. I. Géographie physique considérée conjointement avec la géographie politique
- Chap. II. Le Royaume de Petite Arménie du point de vue historique
- Chap. III. Commerce, droits de douane, et condition civile des étrangers en Petite Arménie
- Tables généalogiques et dynastiques
- Mathieu d'Édesse
- Grégoire le Prêtre
- Basile le Médecin
- Patriarche Nerses Shnorhali
- Patriarche Grégoire Dgh'a
- Michel le Syrien
- Kirakos de Gandzak
- Vardan Areveltsi (Vartan le Grand)
- Samuel d'Ani
- Héthoum de Korikos
- Vahram d'Édesse
- Chanson populaire sur la captivité de Léon, fils du roi Héthoum Ier
- Héthoum II
- Saint Nersès de Lampron
- Smbat le Connétable
- Mardiros (martyr) de Crimée
- Docteur Mekhithar de Dachir
- Appendices et Chartes arméniennes.

#### Tome 2 (1906)
Table des matières : p. 1013. Index : p. 873  lire en ligne.
- Introduction présentant les auteurs.
- I. Jean Dardel - Chronique d'Arménie
- II. Hayton - La Flor des Estoires des parties d'Orient (livres I-IV).
- III. Brocardus - Directorium ad passagium faciendum.
- IV. Guillaume Adam - De modo saracenos extirpandi.
- V. Daniel de Thaurisio - Responsio ad errores impositos Hermenis.
- VI. Les Gestes des Chiprois (livres I-III).